# Episodi di Aspettando il ritorno di papà (prima stagione)
La prima stagione della serie animata Aspettando il ritorno di papà, composta da 24 episodi, è stata trasmessa negli Stati Uniti, in syndication, dal 12 settembre 1972 al 20 febbraio 1973.
In Italia è stata trasmessa su Rai 1 dal 2 maggio 1976 e su Ciao Ciao dal 1981.
| nº | Titolo originale      | Titolo italiano          | Prima TV USA | Prima TV Italia |
| -- | --------------------- | ------------------------ | ------------ | --------------- |
| 1  | The Fling             |                          |              |                 |
| 2  | Alice's Dress         |                          |              |                 |
| 3  | The Hippie            | L'amico hippie           |              | 2 maggio 1976   |
| 4  | The Beach Vacation    |                          |              |                 |
| 5  | Help Wanted           | Un'offerta di lavoro     |              |                 |
| 6  | Love Story            |                          |              |                 |
| 7  | The Victim            |                          |              |                 |
| 8  | Chet's Job            |                          |              |                 |
| 9  | Chet's Fiancee        |                          |              |                 |
| 10 | The Mouse             |                          |              |                 |
| 11 | Duty Calls            |                          |              |                 |
| 12 | Expectant Papa        |                          |              |                 |
| 13 | The New Car           |                          |              |                 |
| 14 | The New House         |                          |              |                 |
| 15 | The Prowler           |                          |              |                 |
| 16 | Mama's Identity       | La personalità di mamma  |              | 6 giugno 1976   |
| 17 | Papa the Patient      | L'indisposizione di papà |              | 23 maggio 1976  |
| 18 | The Swimming Pool     | Una piscina in comune    |              | 30 maggio 1976  |
| 19 | Sweet Sixteen         | I suoi dolci sedici anni |              | 13 giugno 1976  |
| 20 | The Commune           | La comune                |              | 16 maggio 1976  |
| 21 | Music Tycoon          | Il disco d'oro           |              |                 |
| 22 | Accidents Will Happen |                          |              |                 |
| 23 | Papa in New York      | Papà a New York          |              |                 |
| 24 | The Neighbors         | I vicini                 |              | 27 giugno 1976  |